# Sint-Goedelekerk (Rhede)
De monumentale Sint-Goedelekerk (Duits: Kirche Sankt Gudula) is een katholieke parochiekerk in Rhede, een stad in de Kreis Borken in Noordrijn-Westfalen.

## Geschiedenis en architectuur

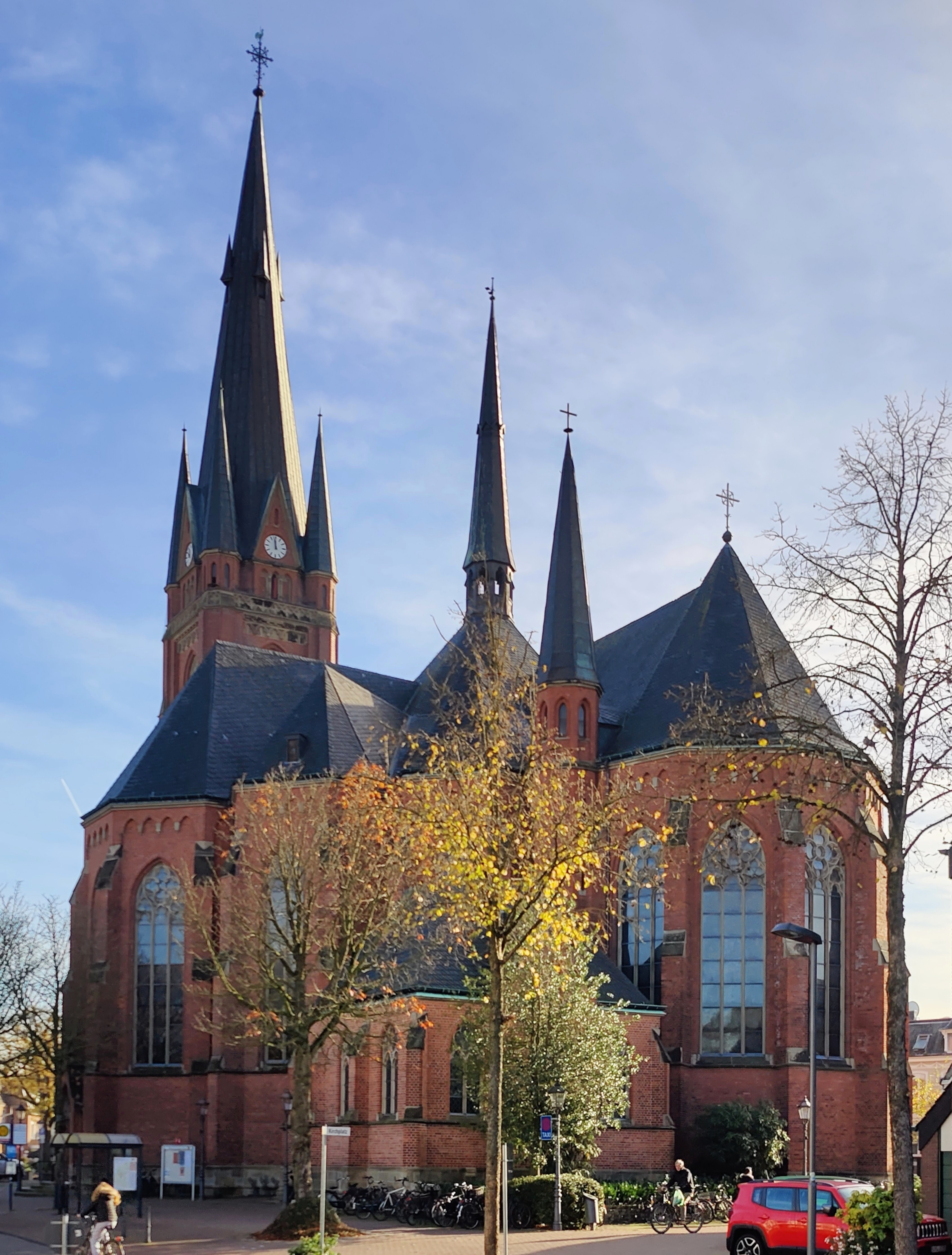
St. Gudula Rhede

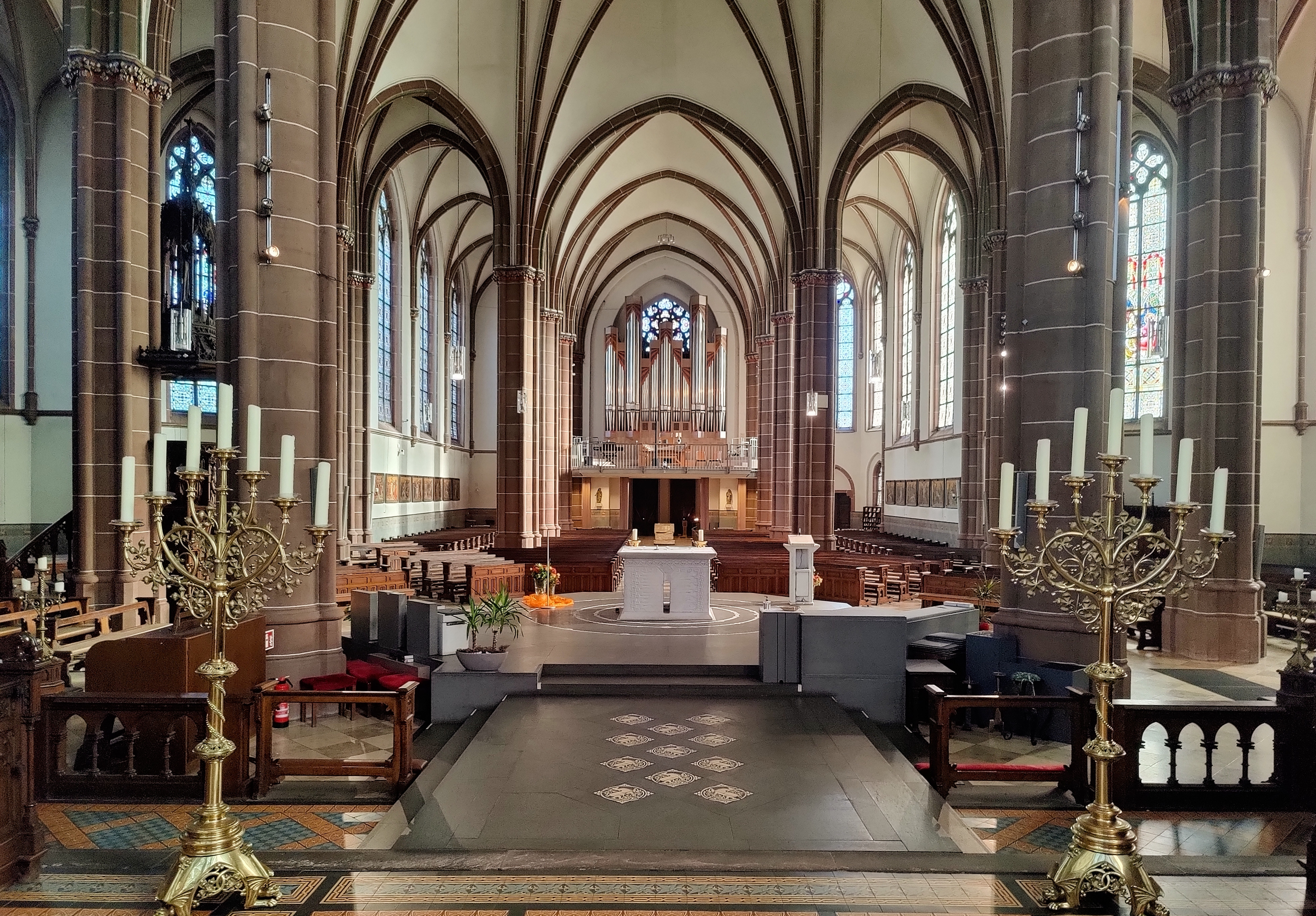
Uitzicht vanuit de koorzaal

In de 12e eeuw stichtte de familie Von Rhete een eigenkerk. Tot de afbraak in de 19e eeuw werd deze gotische hallenkerk steeds weer vergroot. De huidige kerk werd tussen 1898 en 1901 naar het ontwerp van Hilger Hertel gebouwd. Op 12 juni 1901 volgde de inwijding. Het neogotische, drieschepige kerkgebouw met drie koorapsissen heeft een meerzijdige centrale ruimte. De toren reikt tot een hoogte van 77,5 Meter.

## Inrichting
De kerk heeft de neogotische inrichting uit de bouwtijd volledig weten te behouden. Aan deze inrichting werkten hoofdzakelijk kunstenaars uit de eigen regio mee (o.a. de beeldhouwer Stracke uit Bocholt). Het is aan de parochie en de plaatselijke kerkleiding te danken dat de ramen en de inventaris ook in de tijd na het Tweede Vaticaans Concilie, toen in veel kerken grote delen van de inrichting uit met name de tijd van het historisme rigoureus werd verwijderd, bewaard gebleven is.

## Orgel

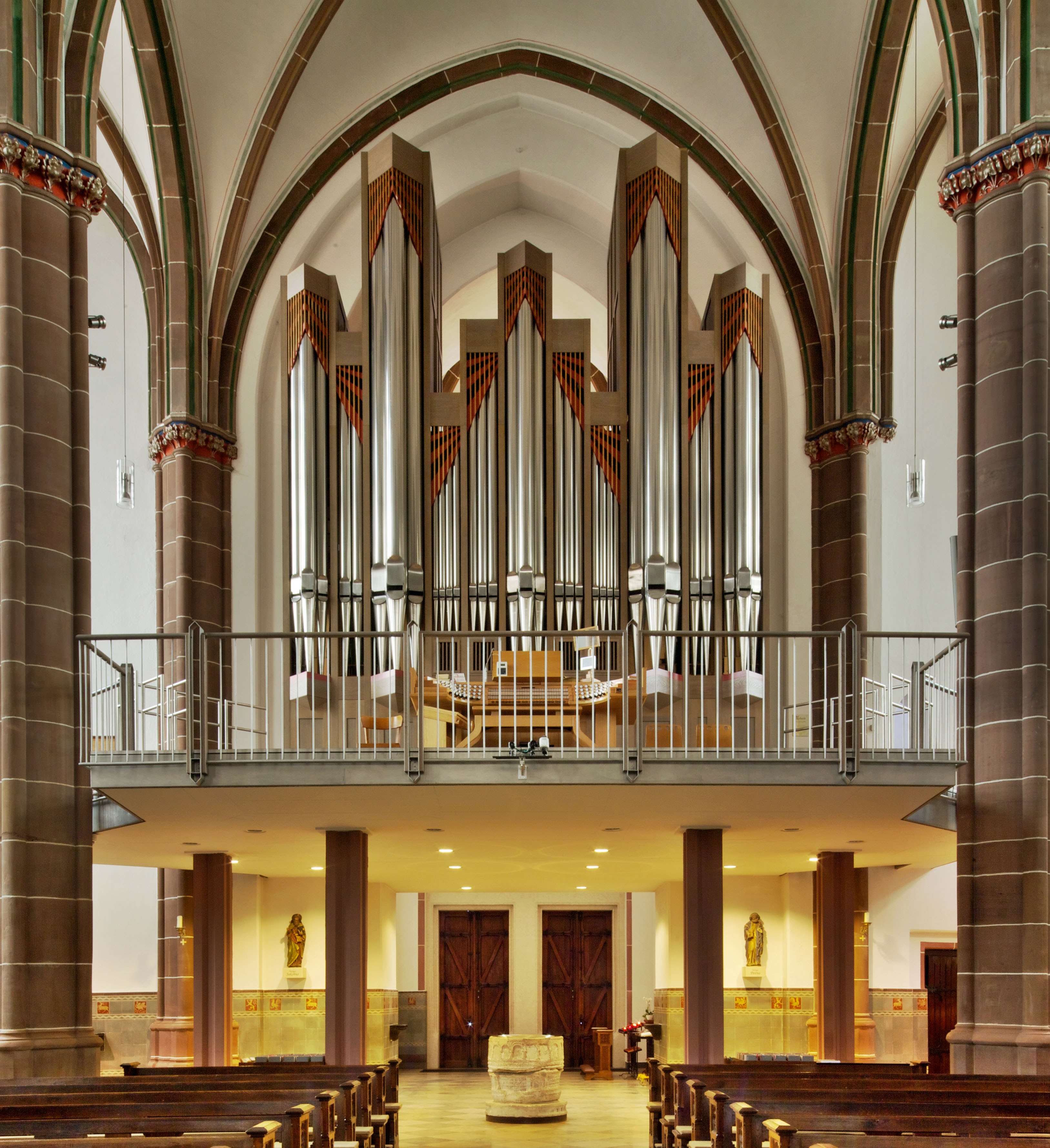
Het hoofdorgel

Het orgel werd in 1998 door de firma Romanus Seifert & Sohn uit Kevelaer gebouwd. Het sleepladen-instrument bezit 52 registers (3.576 pijpen) verdeeld over drie manualen en pedaal. De speeltracturen zijn mechanisch, de registertracturen elektrisch. In de kerk is bovendien een koororgel aanwezig, dat 28 registers bezit verdeeld over drie manualen en pedaal. 

## Klokken
In de toren hangen zeven luidklokken. Van historisch belang is de Johannesklok, die in 1492 door Geert van Wou werd gegoten. De overige klokken werden in de periode 1951-2006 door de klokkengieterij Petit & Gebr. Edelbrock gegoten.